# Santa Maria Nuova
Santa Maria Nuova é uma comuna italiana da região dos Marche, província de Ancona, com cerca de 3 912 habitantes. Estende-se por uma área de 18 km², tendo uma densidade populacional de 217 hab/km². Faz fronteira com Filottrano, Jesi, Osimo, Polverigi.

## Demografia
| Variação demográfica do município entre 1861 e 2011                               |
|                                                                                   |
| Fonte: Istituto Nazionale di Statistica (ISTAT) - Elaboração gráfica da Wikipedia |